# Лєщук Олександр Олександрович
Лєщук Олександр Олександрович (нар. 18.11.1958, смт. Юго-Камський Пермського краю РФ) — відомий фахівець у галузі механіки матеріалів та  комп'ютерного матеріалознавства, доктор технічних наук (2004), старший науковий співробітник, з 2006 року - завідувач наукового Відділу  фізико-механічних властивостей надтвердих і композиційних матеріалів  Інституту надтвердих матеріалів ім. В. М. Бакуля Національної академії наук України. Займається науковими дослідженнями у галузі комп'ютерного моделювання технологічних процесів отримання функціональних матеріалів і виробів в екстремальних умовах високих тисків і температур.

## Освіта
У 1982 р. Лещук О. О. закінчив Київський політехнічний інститут (НТУ України «КПІ») за спеціальністю «Динаміка і міцність машин».
З 1982 р. працює в Інституті надтвердих матеріалів - стажист-дослідник, молодший науковий співробітник, науковий співробітник, старший науковий співробітник, зав. лабораторією, завідувач Відділу фізико-механічних досліджень і нанотестування матеріалів.
Кандидат технічних наук з 1989 р. Дисертацію за спеціальністю «Механіка деформівного твердого тіла» на тему «Вплив зв'язаності фізико-механічних процесів на термонапружений стан елементів твердофазних апаратів високого тиску» захистив у спеціалізованій Вченій раді при Інституті проблем міцності АН УРСР.
Доктор технічних наук з 2004 р. Дисертацію за спеціальністю «Матеріалознавство» на тему «Термомеханіка спонтанної кристалізації алмазів в апаратах високого тиску» захистив у спеціалізованій вченій раді при Інституті надтвердих матеріалів ім. В. М. Бакуля.
У 2004 р. отримав наукове звання Старшого наукового співробітника за спеціальністю «Матеріалознавство».

## Наукова діяльність
Напрямки досліджень — термомеханіка матеріалів та комп'ютерне матеріалознавство, зокрема розробка фізико-механічних моделей та комп'ютерне моделювання технологічних процесів отримання функціональних матеріалів та виробів в екстремальних умовах високих тисків та температур.
Основні наукові досягнення — розроблені теоретичні основи та методологія опису процесу спонтанної кристалізації алмазів і їх вирощування методом температурного градієнта в апаратах високого тиску (АВТ) методами термомеханіки матеріалів і комп'ютерного матеріалознавства. Встановлені ефективні конструкційні і технологічні рішення при розробці режимів кристалізації і спікання надтвердих, полікристалічних та керамічних матеріалів в АВТ, режимів інжекційного формування та спікання виробів з керамічних матеріалів.
Автор 124 наукових публікацій.

## Нагороди
- Медаль АН УРСР з премією для молодих вчених за цикл робіт «Моделювання фізико-механічних процесів, що протікають в апаратах високого тиску для синтезу надтвердих матеріалів» (1984 р.);
- Почесний диплом Благодійного фонду сприяння алмазній справі (ФОСАЛ) (2011 р.) - «За творчі наукові досягнення, активну участь в науково-технічних проектах інституту»;
- Почесний диплом Президії та ЦК профспілки Національної академії наук України (2011 р.);
- Почесна відзнака «Почесна Бакулівська медаль» (2013 р.) - «За результати по механіці визначення стану складних систем АВД в процесах спонтанної кристалізації і вирощування великих монокристалів алмазу».

## Публікації
1. Novikov N. V., Levitas V. I., Shestakov S. I. et al. Simulation of electrical, temperature, and thermal-stress fields in a high-pressure apparatus by the finite-element method // Soviet J. Superhard Mater. — 1983. — 5, No. 3. — P. 1–7. [Архівовано 26 грудня 2018 у Wayback Machine.]
2. Leshchuk A. A., Novikov N. V., Levitas V. I. Computer simulation of physical and mechanical processes running in the reaction cells of high-pressure installations in the course of synthesis of diamonds // Strength Mater. — 2001. — 33, No. 3. — P. 277—292. [Архівовано 26 грудня 2018 у Wayback Machine.]
3. Leshchuk A. A. Computer-aided modeling of diamond crystallization regions in high-pressure apparatus // Int. Appl. Mechanics. — 2001. — 37, No. 7. — P. 941—947. [Архівовано 26 грудня 2018 у Wayback Machine.]
4. Leshchuk A. A., Novikov N. V., Levitas V. I. Thermomechanical model of the graphitediamond phase transformation // J. Superhard Mater. — 2002. — 24, No. 1. — P. 44–52. [Архівовано 9 квітня 2019 у Wayback Machine.]
5. Novikov N. V., Leshchuk A. A., Borimskiy A. I. Computer-aided modeling of crystallization zones of variously shaped diamonds in cylinder high pressure apparatus // Ibid. — 2002. — 24, No. 2. — P. 1–12.
6. Novikov N. V., Leshchuk A. A., Aleksandrova L. I. et. al. Experimental studies of diamond crystallization zones in a recessed anvil-type high pressure apparatus // Ibid. — 2003. — 25, No. 6. — P. 21–28. [Архівовано 26 грудня 2018 у Wayback Machine.]
7. Leshchuk O. O., Antonyuk O. P., Prikhna T. O., Moshchil V. E. Modeling of temperature fields and temperature stresses in high pressure apparatus used for treating samples of high-temperature superconductors // Ibid. — 2004. — 26, No. 1. — P. 1–10.
8. Novikov N. V., Borimskiy A. I., Leshchuk A. A. et.al. Modeling of thermomechanical state of components of a high pressure apparatus for synthesis of diamond grits with a well-developed specific surface // Ibid, No. 4. — P. 1–12.
9. Novikov N. V., Ivzhenko V. V., Leshchuk A. A. et. al. Experimental studies and simulation of injection-induced molding of intricate products from engineering ceramics // Ibid, No. 5. — P. 1–16. [Архівовано 26 грудня 2018 у Wayback Machine.]
10. Novikov N. V., Ivzhenko V. V., Popov V. A. et. al. Equipment for injection molding of thermosetting materials based on ceramic and metal-ceramic powders // Powder Metall. Met. Ceram. — 2004. — 43, Nos. 9–10. — P. 538—545. [Архівовано 26 грудня 2018 у Wayback Machine.]
11. Leshchuk A. A., Tsysar' T. O., Ivzhenko V. V. Computer modeling of the heat transfer processes in injection molding // J. Superhard Mater. — 2009. — 32, No. 2. — P. 97–103.
12. Lyeshchuk O. Computational modeling of superhard materials synthesis // Comp. Mater. Sci. — 2010. — 49, No. 1S. — P. 85–94. [Архівовано 26 грудня 2018 у Wayback Machine.]
13. Int. Conf. «High Pressure Effects on Materials», Kyiv, ISM NASU, June 28 — July 1, 2011: Abstr's & Prst's / Ed. M. V. Novikov, V. Z. Turkevych, O. O. Lyeshchuk; NAS of Ukraine. Bakul Inst. Superhard Mater. — Kyiv: EPC ALCON, 2012. — 400 p.
14. Lyeshchuk O. O., Polotniak S. B., Novikov M. V. Thermomechanical approach to the modeling of HP–HT material processing // J. Phys.: Conf. Ser. — 2012. — 377, art. 012095. [Архівовано 26 грудня 2018 у Wayback Machine.]
15. Panasyuk T. S., Lyeshchuk O. O., Lusakovs'kyi V. V., Kalenchuk V. A., Zanevs'kyi O. O. Modeling of temperature fields in the growth volume of the high-pressure cell of the six-punch high pressure apparatus in growing of diamond crystals by T-gradient method // J. Superhard Mater. — 2017. — 39, No. 6. — P. 390—396. [Архівовано 26 грудня 2018 у Wayback Machine.]